# Tabidia defloralis
Tabidia defloralis is een vlinder van de familie van de grasmotten (Crambidae). De wetenschappelijke naam van deze soort is voor het eerst voorgesteld als Botys defloralis door Pieter Snellen in een publicatie uit 1883.
De soort komt voor in Indonesië (Sulawesi).